# Scalinata di piazza San Giovanni

Le départ bas de l'escalier à gauche du Baptistère.

La Scalinata di piazza San Giovanni est un escalier qui relie  dans sa partie basse, la  piazza San Giovanni et le   Baptistère San Giovanni, à la  piazza Jacopo della Quercia par sa partie basse. 
L'escalier en marbre, projeté par Giovanni Sabatelli, fut construit en 1451 par Giovanni d'Agostino, permettant l'accès depuis le parvis du Duomo,  au baptistère, car les travaux de l'enrichissement du pavement du sol avaient condamnés les accès par l'intérieur de la cathédrale.
La Crypte du Duomo, enfouie et condamnée lors de ces travaux et redécouverte en 1999, est accessible également par cet escalier.
La légende attribue à sainte Catherine de Sienne, des traces qui seraient celles  de sa chute sur les premiers gradins.

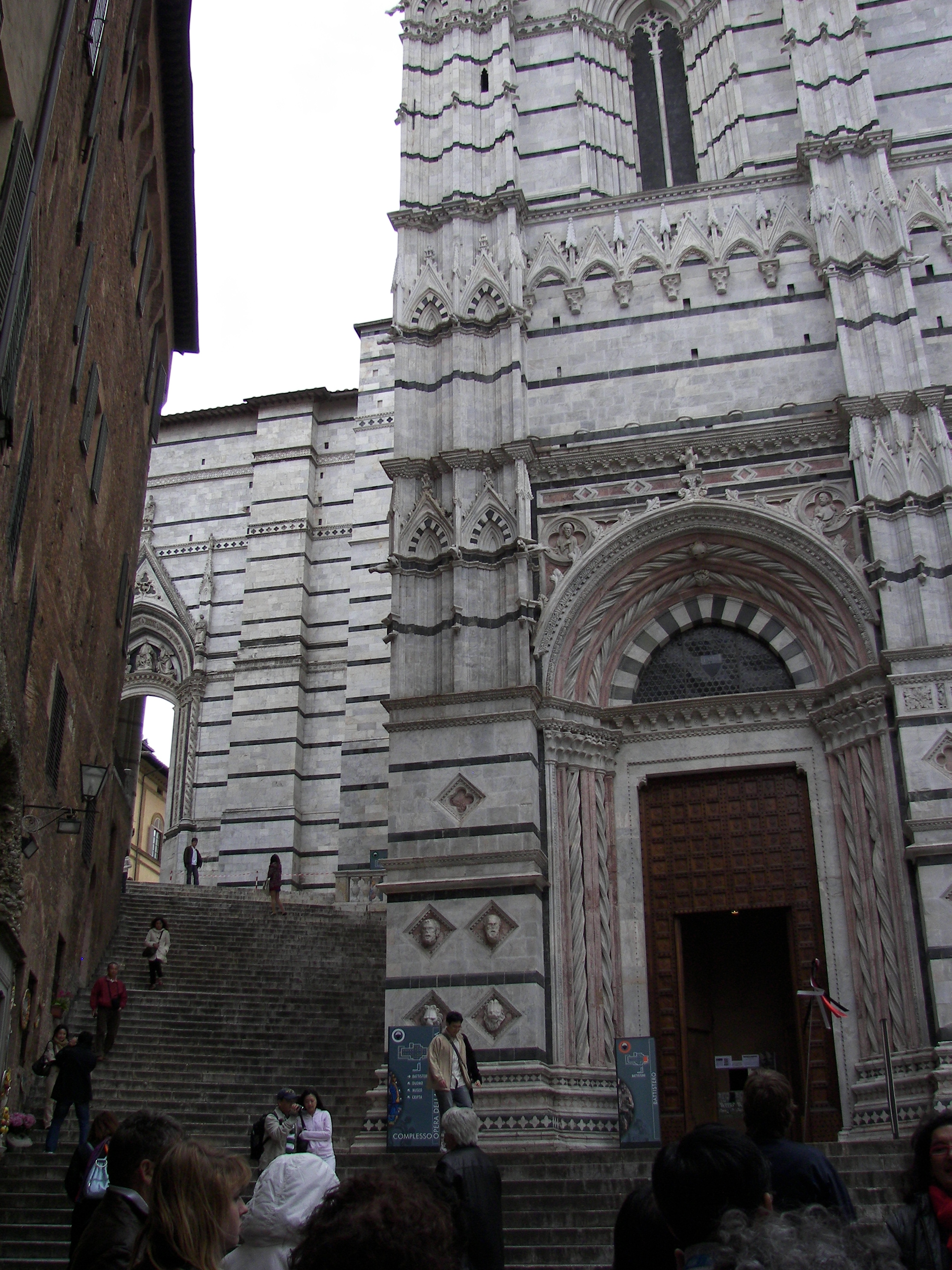
Vue du bas.
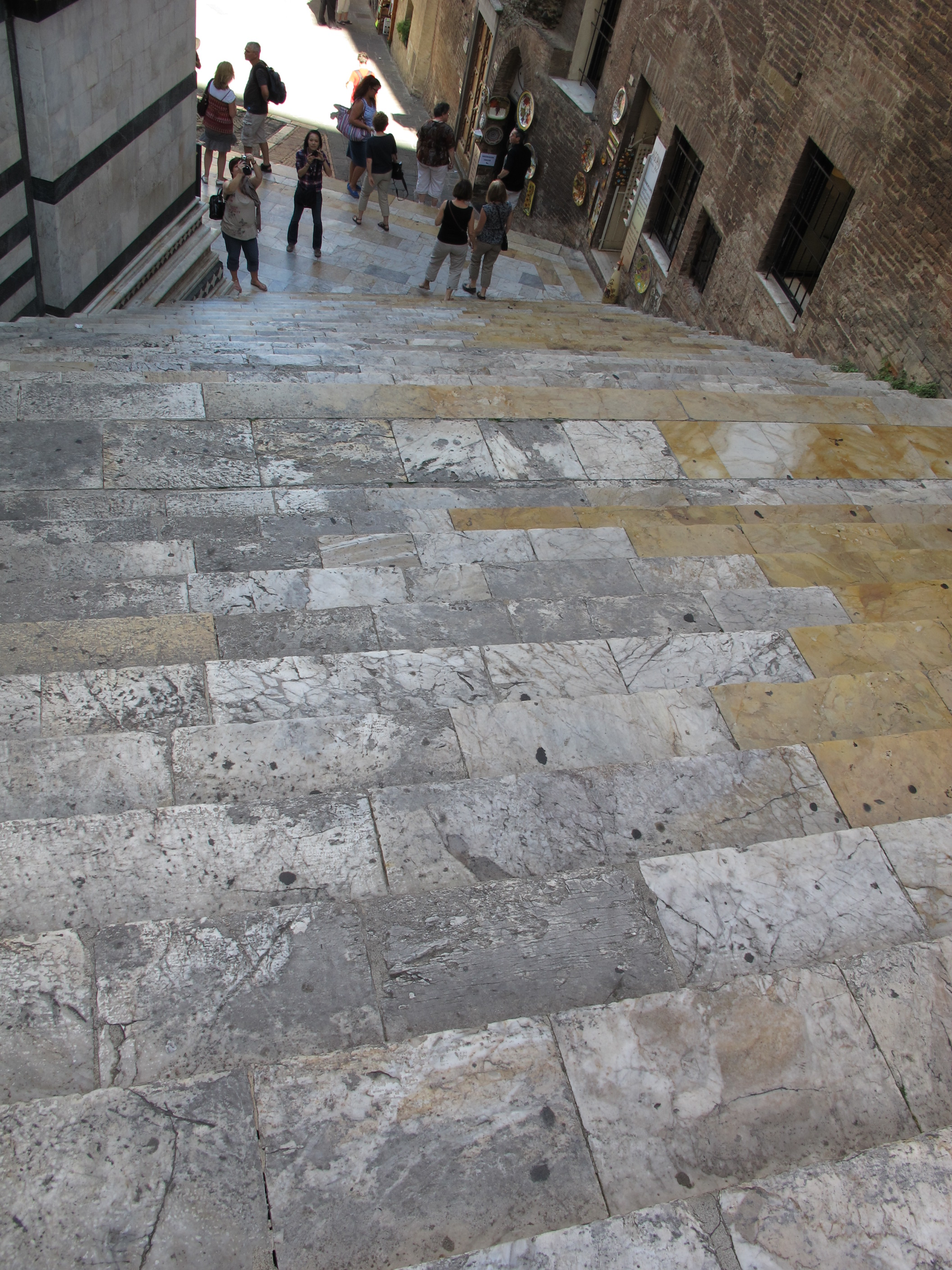
Vue d'en haut.
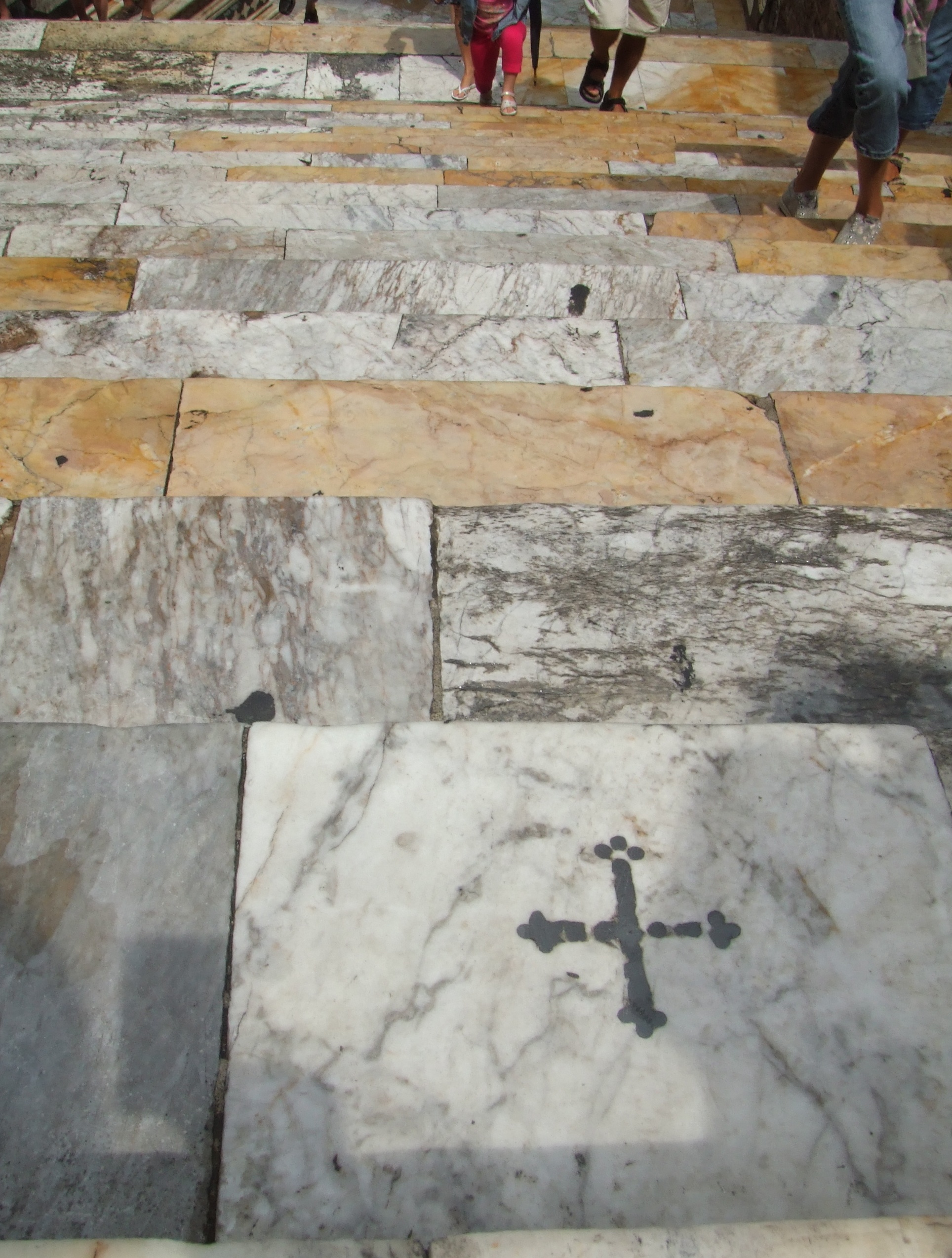
Pierre marquée de la chute de sainte Catherine de Sienne.